# Ariane (Rakete)

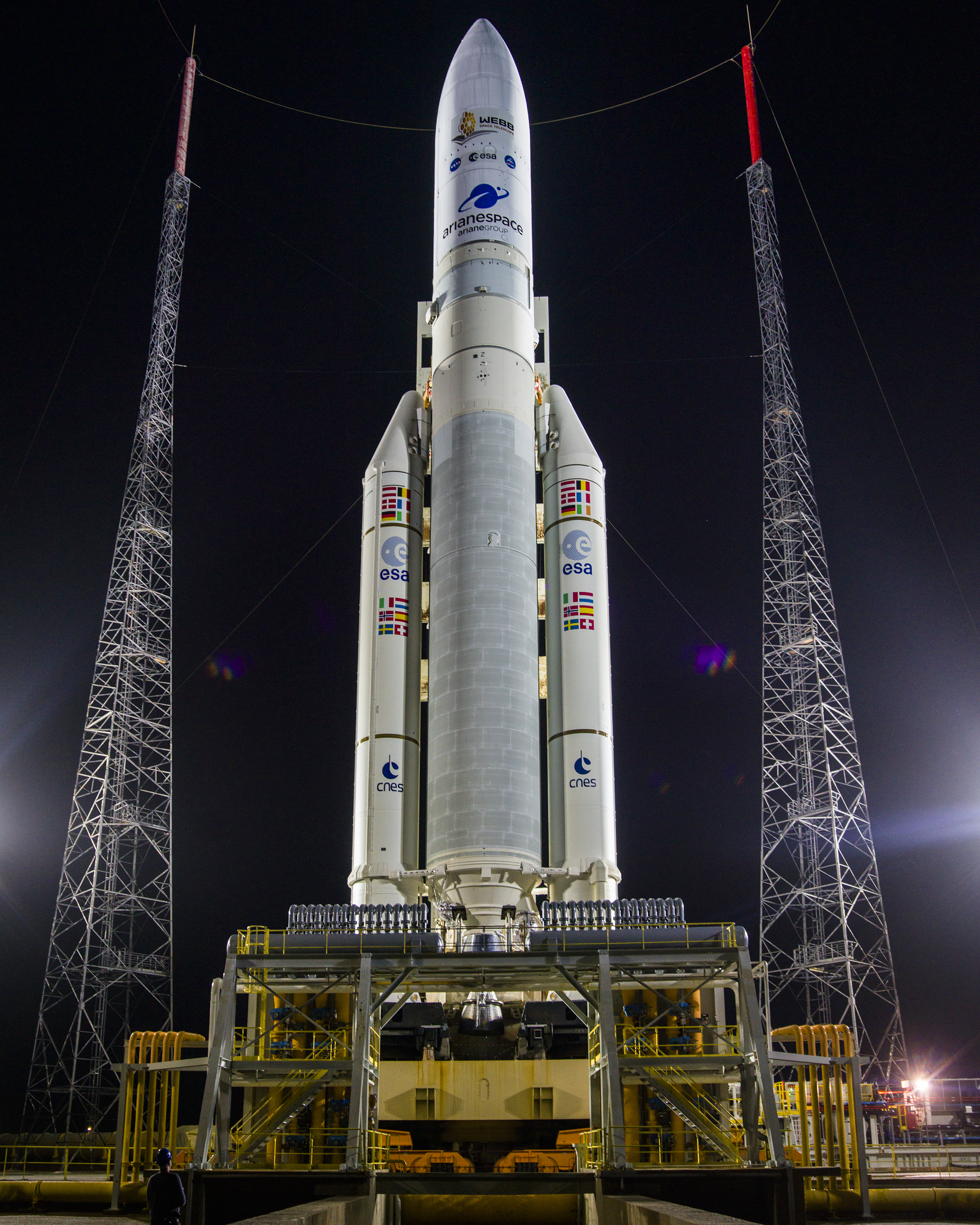
Eine Ariane 5 ECA auf der Startrampe

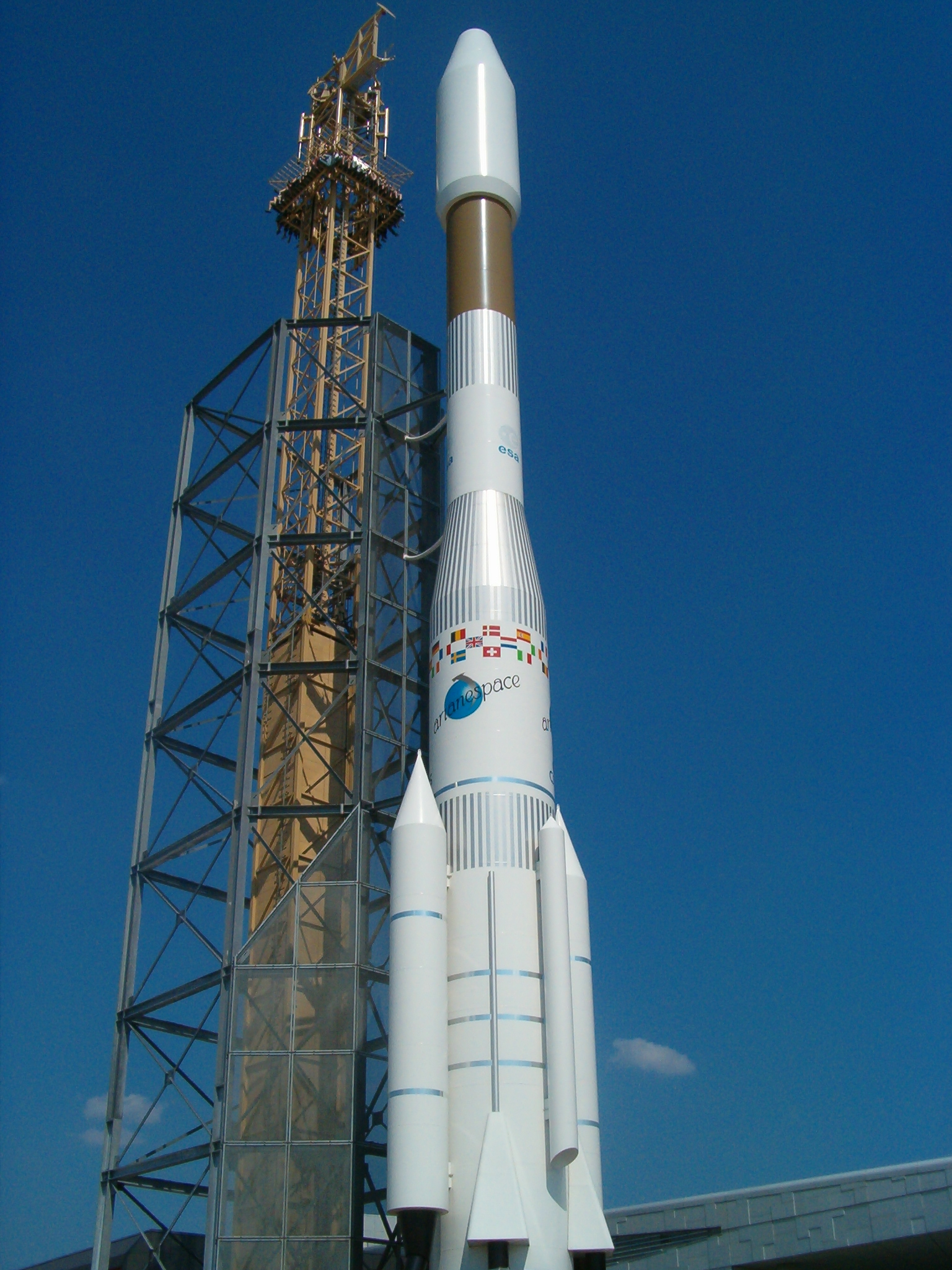
Nachbau einer Ariane 44LP Rakete im Innenhof des Space Center Bremen

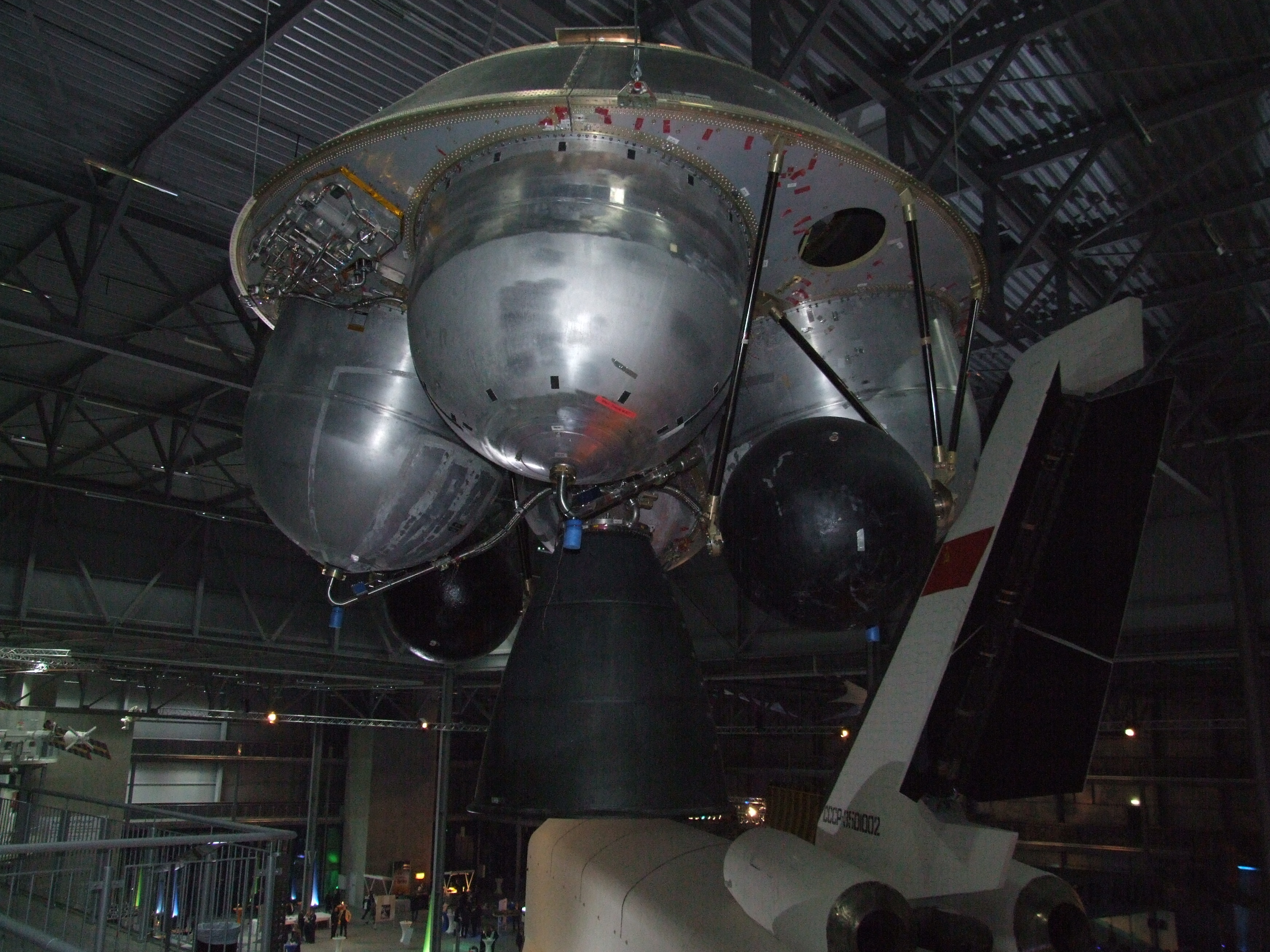
EPS-Oberstufe der Ariane 5 G, G+, GS und ES ATV

Ariane ist eine Serie europäischer Trägerraketen, die im Auftrag der Europäischen Weltraumorganisation (ESA) von einem Tochterunternehmen des europäischen Luft- und Raumfahrtkonzerns Airbus Group (früher EADS) entwickelt wurden. Die Ariane-Raketen starten vom Weltraumbahnhof Kourou in Französisch-Guayana, 5° nördlich des Äquators.

## Geschichte
Der Name Ariane kommt von der französischen Bezeichnung für die Fruchtbarkeitsgöttin Ariadne aus der griechischen Mythologie. Im März 1980 wurde die Firma Arianespace gegründet, die seitdem Finanzierung, Produktion, Verkauf und Start der Ariane-Raketen übernimmt. Eigentümer dieser Firma sind verschiedene europäische Raumfahrtunternehmen. Alleiniger Hauptauftragnehmer für die Serienanfertigung der aktuellen Rakete, Ariane 5, ist die Airbus-Group-Tochter Airbus Defence & Space.
Die ursprünglich aus Frankreich stammende Doktrin, den „autonomen Zugang zum All“ (Charles de Gaulle) zu sichern und somit unabhängig von den Vereinigten Staaten und der Sowjetunion Satelliten im Orbit absetzen zu können, führte 1964 in London zur Gründung der European Launcher Development Organisation (ELDO) durch Belgien, Frankreich, Italien, Deutschland, Großbritannien, Niederlande und Australien.
Entscheidend daran beteiligt war Hubert Curien, der von 1976 bis 1984 Präsident des Centre national d’études spatiales (Nationales Zentrum für Weltraumforschung kurz CNES) war. Er trug Verantwortung für die französische Weltraumpolitik und besonders die Entwicklung der Rakete. Später wurde er Vater der Ariane genannt.
Grund für das australische Engagement war das Raumfahrtgelände in Woomera, das für die Entwicklung sehr von Vorteil war. Die von der ELDO entwickelten Raketen erhielten den Namen Europa. Die Modelle Europa 1 und Europa 2 wurden nie kommerziell eingesetzt, aus der Europa 3 ging dann die Ariane 1 hervor.

## Entwicklung und Vertrieb
Entwickelt wurden die Ariane-Raketen von Raumfahrtunternehmen aus den ESA-Mitgliedstaaten im Auftrag der ESA. Jeder an dem Projekt beteiligte Mitgliedstaat stellte dabei finanzielle Mittel zur Verfügung. Die Industrie des jeweiligen Staates bekam dann im Gegenzug von der ESA Entwicklungsaufträge im Wert des von dem Staat gezahlten Entwicklungszentrumbeitrags. Seit dem Vertrag über die Serienanfertigung von insgesamt 65 Ariane-5-Trägerraketen wurde die EADS-Tochter EADS Astrium Transportation alleiniger Hauptauftragsnehmer und ist nun zuständig für die Zustellung der Ariane 5 an Arianespace. Zuvor hatte die Startgesellschaft Arianespace die Einzelteile der Rakete bei verschiedenen Unternehmen bestellen müssen und sie dann von einem weiteren ausgewählten Unternehmen montieren lassen.

## Ariane-Modelle

### Ariane 1 bis 3
| Raketentyp           | Raketentyp          | Ariane 1      | Ariane 2     | Ariane 3      |
| -------------------- | ------------------- | ------------- | ------------ | ------------- |
| Entwicklungszeitraum | von                 | 1973          | 1980         | 1980          |
| Entwicklungszeitraum | bis                 | 1979          | 1986         | 1984          |
| Länge                | Länge               | 47,4 m        | 48,7 m       | 48,7 m        |
| Durchmesser          | Durchmesser         | 3,8 m         | 3,8 m        | 3,8 m         |
| Startmasse           | Startmasse          | 207 t         | 221 t        | 241 t         |
| Startschub           | Startschub          | 2446 kN       | 2580 kN      | 3820 kN       |
| Startbeschleunigung  | Startbeschleunigung | 2,04 m/s²     | 1,89 m/s²    | 6,07 m/s²     |
| Max. Nutzlast        | LEO                 | 2600 kg       | 4000 kg      | 5000 kg       |
| Max. Nutzlast        | GTO                 | 1930 kg       | 2175 kg      | 2700 kg       |
| Booster              | Booster             | 0             | 0            | 2 P           |
| Erster Start         | Erster Start        | 24. Dez. 1979 | 31. Mai 1986 | 4. Aug. 1984  |
| Letzter Start        | Letzter Start       | 22. Feb. 1986 | 2. Apr. 1989 | 11. Juli 1989 |
| Flüge                | Flüge               | 11            | 6            | 11            |
| Fehlstarts           | Fehlstarts          | 2             | 1            | 0             |
| Zuverlässigkeit      | Zuverlässigkeit     | 82 %          | 83 %         | 100 %         |

Anmerkungen:
1. ↑  Daten Ariane 1 bis 3
2. ↑  LEO = Erdnahe Umlaufbahn, GTO = geostationäre Transferbahn
3. ↑  P = Feststoffbooster,

Start einer Ariane 3

- Ariane 1: Weiterentwicklung der Europa 3
- Ariane 2: Ariane 3 ohne Feststoffbooster
- Ariane 3: Vergrößerte Modifikation der Ariane 1 mit zwei zusätzlichen Feststoffboostern

### Ariane 4
| Raketentyp           | Raketentyp          | Ariane 40       | Ariane 42P      | Ariane 44P      | Ariane 42L      | Ariane 44LP                   | Ariane 44L                     |
| -------------------- | ------------------- | --------------- | --------------- | --------------- | --------------- | ----------------------------- | ------------------------------ |
| Entwicklungszeitraum | von                 | 1982            | 1982            | 1982            | 1982            | 1982                          | 1982                           |
| Entwicklungszeitraum | bis                 | 1988            | 1988            | 1988            | 1988            | 1988                          | 1988                           |
| Länge                | Länge               | 55,6 m          | 55,9 m          | 56,9 m          | 55,6 m          | 58,4 m                        | 58,7 m                         |
| Durchmesser          | Durchmesser         | 3,8 m           | 3,8 m           | 3,8 m           | 3,8 m           | 3,8 m                         | 3,8 m                          |
| Startmasse           | Startmasse          | 245 t           | 323 t           | 357 t           | 367 t           | 420 t                         | 484 t                          |
| Startschub           | Startschub          | 2720 kN         | 3944 kN         | 5140 kN         | 4600 kN         | 5270 kN                       | 5395 kN                        |
| Startbeschleunigung  | Startbeschleunigung | 1,32 m/s²       | 2,43 m/s²       | 4,62 m/s²       | 2,75 m/s²       | 2,77 m/s²                     | 1,37 m/s²                      |
| Max. Nutzlast        | LEO                 | 4600 kg         | 6000 kg         | 6500 kg         | 7000 kg         | 8000 kg                       | 10200 kg                       |
| Max. Nutzlast        | GTO                 | 2290 kg         | 2990 kg         | 3390 kg         | 3590 kg         | 4170 kg                       | 4950 kg                        |
| Booster              | Booster             | 0               | 2 P             | 4 P             | 2 L             | 2 P + 2 L                     | 4 L                            |
| Erster Start         | Erster Start        | 22. Jan. 1990   | 20. Nov. 1990   | 4. Apr. 1991    | 12. März 1993   | 15. Juni 1988                 | 5. Juni 1989                   |
| Letzter Start        | Letzter Start       | 3. Dez. 1999    | 4. Mai 2002     | 25. Sep. 2001   | 23. Jan. 2002   | 27. Nov. 2001                 | 15. Feb. 2003                  |
| Flüge                | Flüge               | 7               | 15              | 15              | 13              | 26                            | 40                             |
| Fehlstarts           | Fehlstarts          | 0               | 1               | 0               | 0               | 1                             | 1                              |
| Zuverlässigkeit      | Zuverlässigkeit     | 100 %           | 93 %            | 100 %           | 100 %           | 96 %                          | 97,5 %                         |
| Treibstoff 1. Stufe  | Treibstoff 1. Stufe | 158 t bis 172 t | 219 t bis 222 t | 229 t bis 232 t | 205 t bis 209 t | 229 t bis 232 t               | 229 t bis 232 t                |
| Brennzeit 1. Stufe   | Brennzeit 1. Stufe  | 150 s           | 196 s           | 209 s           | 181 s           | 209 s                         | 209 s                          |
| Wichtige Nutzlasten  | Wichtige Nutzlasten | ERS 1 & 2       | TOPEX/Poseidon  | ISO             | Astra 1C        | Hipparcos, Astra 1A, TV-SAT 2 | Intelsat 907, DFS Kopernikus 1 |

Anmerkungen:
1. ↑  Daten Ariane 4
2. ↑  LEO = Erdnahe Umlaufbahn, GTO = geostationäre Transferbahn
3. ↑  P = Feststoffbooster, L = Flüssigbrennstoff
4. ↑  Bernd Leitenberger: Europäische Trägerraketen Band 1 Von der Diamant zur Ariane 4 – Europas steiniger Weg in den Orbit. Books on Demand, Norderstedt 2009, ISBN 3837095916 Seite 266

Stark vergrößerte Modifikation der Ariane 3 mit einem flexiblen Konzept unterschiedlich leistungsfähiger Feststoff- und/oder Flüssigtreibstoffbooster. Damit wird der Antrieb den unterschiedlichen Nutzlasten angepasst.

### Ariane 5
| Raketentyp           | Raketentyp          | Ariane 5G         | Ariane 5G+    | Ariane 5GS    | Ariane 5ES    | Ariane 5ECA      | Ariane 5ME   |
| -------------------- | ------------------- | ----------------- | ------------- | ------------- | ------------- | ---------------- | ------------ |
| Status               | Status              | ausgemustert      | ausgemustert  | ausgemustert  | ausgemustert  | ausgemustert     | gestrichen   |
| Entwicklungszeitraum | von                 | 1987              | 1995          | 1995          | 1995          | 1995             | 1995         |
| Entwicklungszeitraum | bis                 | 1996              | 2003          | 2005          | 2007          | 2002             | Abbruch 2014 |
| Länge                | Länge               | 54 m              | 54 m          | 54 m          | 59 m          | 53 m             | 62 m         |
| Durchmesser          | Durchmesser         | 5,4 m             | 5,4 m         | 5,4 m         | 5,4 m         | 5,4 m            | 5,4 m        |
| Startmasse           | Startmasse          | 750 t             | 750 t         | 753 t         | 775 t         | 777 t            | 798 t        |
| Startschub           | Startschub          | 11.500 kN         | 11.500 kN     | 11.629 kN     | 11.800 kN     | 11.800 kN        | 11.800 kN    |
| Startbeschleunigung  | Startbeschleunigung | 5,55 m/s²         | 5,55 m/s²     | 5,66 m/s²     | 5,45 m/s²     | 5,41 m/s²        | 5,01 m/s²    |
| Max. Nutzlast        | LEO                 | 18.000 kg         | 19.000 kg     | 20.000 kg     | 20.250 kg     | 16.000 kg        | 21.000 kg    |
| Max. Nutzlast        | GTO                 | 6.100 kg          | 6.300 kg      | 6.500 kg      | 8.000 kg      | 10.900 kg        | 12.500 kg    |
| Booster              | Booster             | 2 P               | 2 P           | 2 P           | 2 P           | 2 P              | 2 P          |
| Erster Start         | Erster Start        | 4. Juni 1996      | 2. März 2004  | 11. Aug. 2005 | 9. März 2008  | 11. Dez. 2002    | (kein Start) |
| Letzter Start        | Letzter Start       | 27. Sep. 2003     | 18. Dez. 2004 | 18. Dez. 2009 | 25. Juli 2018 | 5. Juli 2023     | (kein Start) |
| Flüge                | Flüge               | 16                | 3             | 6             | 8             | 82               | 0            |
| Fehlstarts           | Fehlstarts          | 1 + 2 Teilerfolge | 0             | 0             | 0             | 1 + 1 Teilerfolg | 0            |
| Zuverlässigkeit      | Zuverlässigkeit     | 81 %              | 100 %         | 100 %         | 100 %         | 97 %             | -            |

Anmerkung:
1. ↑  Daten Ariane 5
2. ↑  LEO = Erdnahe Umlaufbahn, GTO = Transferbahn zur geostationären Umlaufbahn
3. ↑  Arianespace: Flight VA237: On mission that boosts global connectivity for ViaSat and Eutelsat, the 79th successful launch by Arianespace’s Ariane 5 sets a new performance record and orbits its first all-electric satellite, 1. Juni 2017, abgerufen am 7. Juni 2017 (englisch)
4. ↑  P = Feststoffbooster

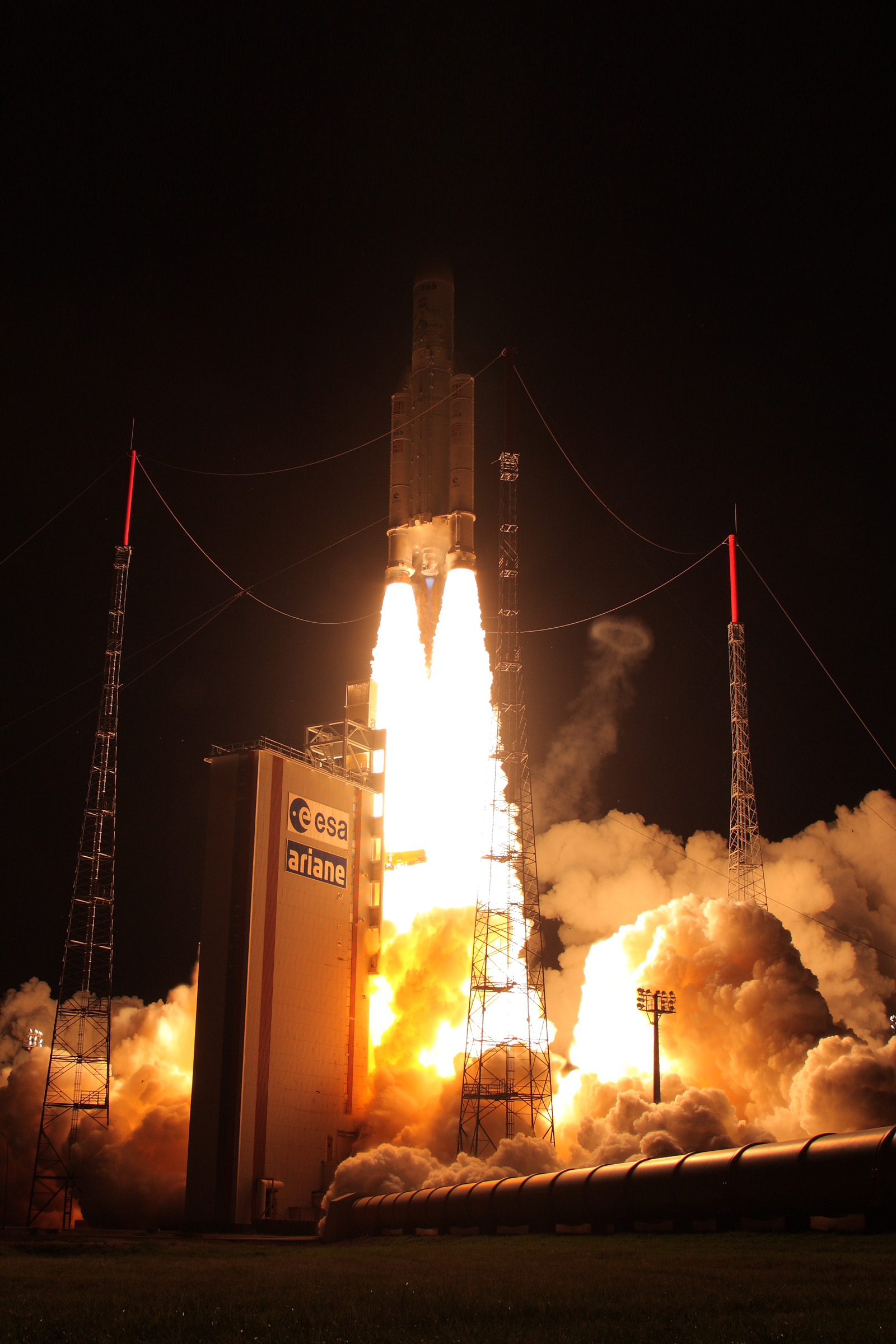
Start einer Ariane 5 ES ATV mit dem 4. ATV

- Ariane 5 ECA – Die letzte eingesetzte Version der Ariane 5. Sie ist eine weiterentwickelte Ariane-5-Trägerrakete mit der kryogenen ESC-A-Oberstufe.
- Ariane 5 ES ATV – Diese Version beförderte das Automated Transfer Vehicle (ATV) zur internationalen Raumstation ISS. Dieser Raumtransporter lieferte dorthin unter anderem Versorgungsgüter wie zum Beispiel Lebensmittel, Sauerstoff und Frischwasser oder den Treibstoff für das Antriebssystem der Station. Aber auch die Höhenkorrektur der Raumstation, das sogenannte „Reboost“, geschah mit dem Schub dieses Raumtransporters.
- Ariane 5 ES Galileo – Diese Version der Ariane-5-Trägerrakete wurde für den Start von Satelliten des europäischen Galileo-Programms entwickelt. Mit drei Raketenstarts wurden zwölf Galileo-Satelliten in Erdumlaufbahnen gebracht. Die letzte Ariane 5 ES startete am 25. Juli.[1]
- Ariane 5 ME – gestrichene Version der Ariane 5 mit der neuen Oberstufe ESC-B

### Ariane 6

Ariane 6 in den Konfigurationen Ariane 62 mit zwei und Ariane 64 mit vier Feststoffboostern

Die Ariane 6 ist für eine Nutzlast von 5 t bis 11,5 t in den GTO ausgelegt. Nach dem Treffen des ESA Council am 17. April 2019 gab Arianespace die Produktion der ersten 14 Ariane 6 in Auftrag. Der Erstflug erfolgte am 9. Juli 2024. Die Ariane 62 hat zwei und die Ariane 64 vier Booster.
| Raketentyp          | Ariane 62                               | Ariane 64                               |
| ------------------- | --------------------------------------- | --------------------------------------- |
| Status              | in Entwicklung                          | in Entwicklung                          |
| Maximale Nutzlast:  | 5,0 t (GTO) 10,35 t (LEO)               | ca. 11,5 t (GTO) 21,65 t (LEO)          |
| Komponente          | Feststoffbooster                        | Feststoffbooster                        |
| Stufenname          | Equipped Solid Rocket (ESR)             | Equipped Solid Rocket (ESR)             |
| Triebwerk           | P120                                    | P120                                    |
| Länge (m)           | 16                                      | 16                                      |
| Durchmesser (m)     | 3                                       | 3                                       |
| Masse (t)           | Leergewicht: 2 × 11 Treibstoff: 2 × 142 | Leergewicht: 4 × 11 Treibstoff: 4 × 142 |
| Schub Ø (max.) (kN) | 2 × 3500 = 7000                         | 4 × 3500 = 14000                        |
| Brennzeit (s)       | 135 (= 2min 15s)                        | 135 (= 2min 15s)                        |
| Treibstoff          | NH4ClO4 / Al, HTPB (Feststoff)          | NH4ClO4 / Al, HTPB (Feststoff)          |
| Komponente          | Hauptstufe                              | Hauptstufe                              |
| Stufenname          | Lower Liquid Propulsion Module (LLPM)   | Lower Liquid Propulsion Module (LLPM)   |
| Triebwerk           | Vulcain 2.1                             | Vulcain 2.1                             |
| Länge (m)           | 29                                      | 29                                      |
| Durchmesser (m)     | 5,4                                     | 5,4                                     |
| Masse (t)           | (Treibstoff: 140)                       | (Treibstoff: 140)                       |
| Schub am Boden (kN) | ≥ 960                                   | ≥ 960                                   |
| Schub Vakuum (kN)   | ≥ 1350                                  | ≥ 1350                                  |
| Brennzeit (s)       | 460 (= 7min 30s)                        | 460 (= 7min 30s)                        |
| Treibstoff          | LOX / LH2                               | LOX / LH2                               |
| Komponente          | Oberstufe                               | Oberstufe                               |
| Stufenname          | Upper Liquid Propulsion Module (ULPM)   | Upper Liquid Propulsion Module (ULPM)   |
| Triebwerk           | Vinci                                   | Vinci                                   |
| Länge (m)           | 11,5                                    | 11,5                                    |
| Durchmesser (m)     | 5,4                                     | 5,4                                     |
| Masse (t)           | (Treibstoff 31)                         | (Treibstoff 31)                         |
| Schub max. (kN)     | 180                                     | 180                                     |
| Brennzeit (s)       | 900 (= 15 min; wiederzündbar)           | 900 (= 15 min; wiederzündbar)           |
| Treibstoff          | LOX / LH2                               | LOX / LH2                               |

### Ariane 7 / Ariane Next

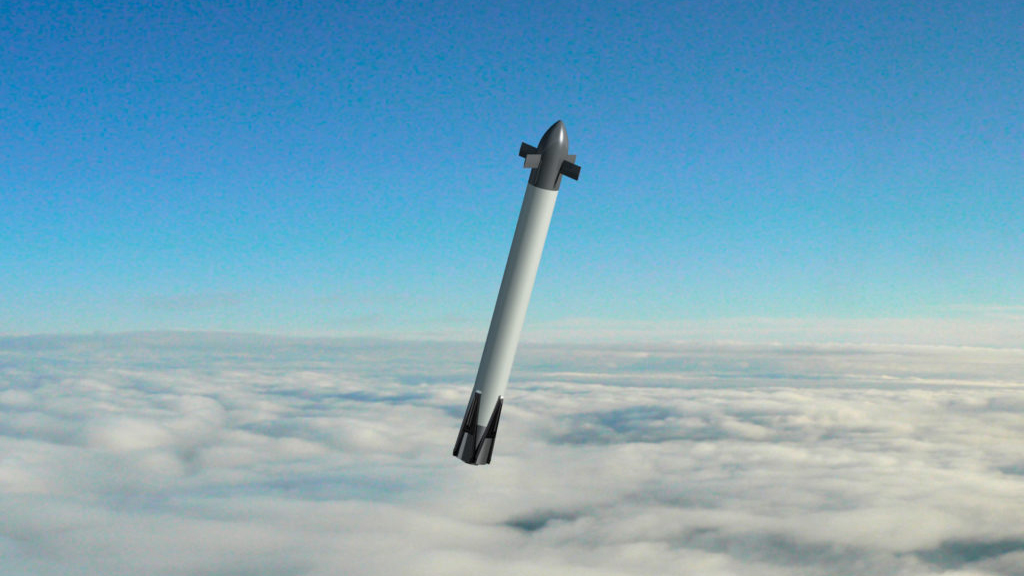
Experimentalrakete Callisto (künstlerische Darstellung)

Ariane 7 und Ariane Next sind Schlagworte, die verschiedene unfertige Konzepte für eine teilweise wiederverwendbare Rakete bezeichnen. Diese würde vorzugsweise die mit verflüssigtem Methan betriebenen Prometheus-Triebwerke verwenden. Zur Entwicklung einer wiederverwendbaren Raketenstufe ist ein Forschungsprogramm zur Landung von Raketen angedacht, das zunächst mithilfe der kleineren Demonstrations-Forschungsrakete Callisto und im nächsten Schritt mit der großmaßstäblichen Rakete Themis durchgeführt werden soll. Eine „Ariane Next“ könnte dann in den 2030er-Jahren einsatzfähig sein.

## Modellbau

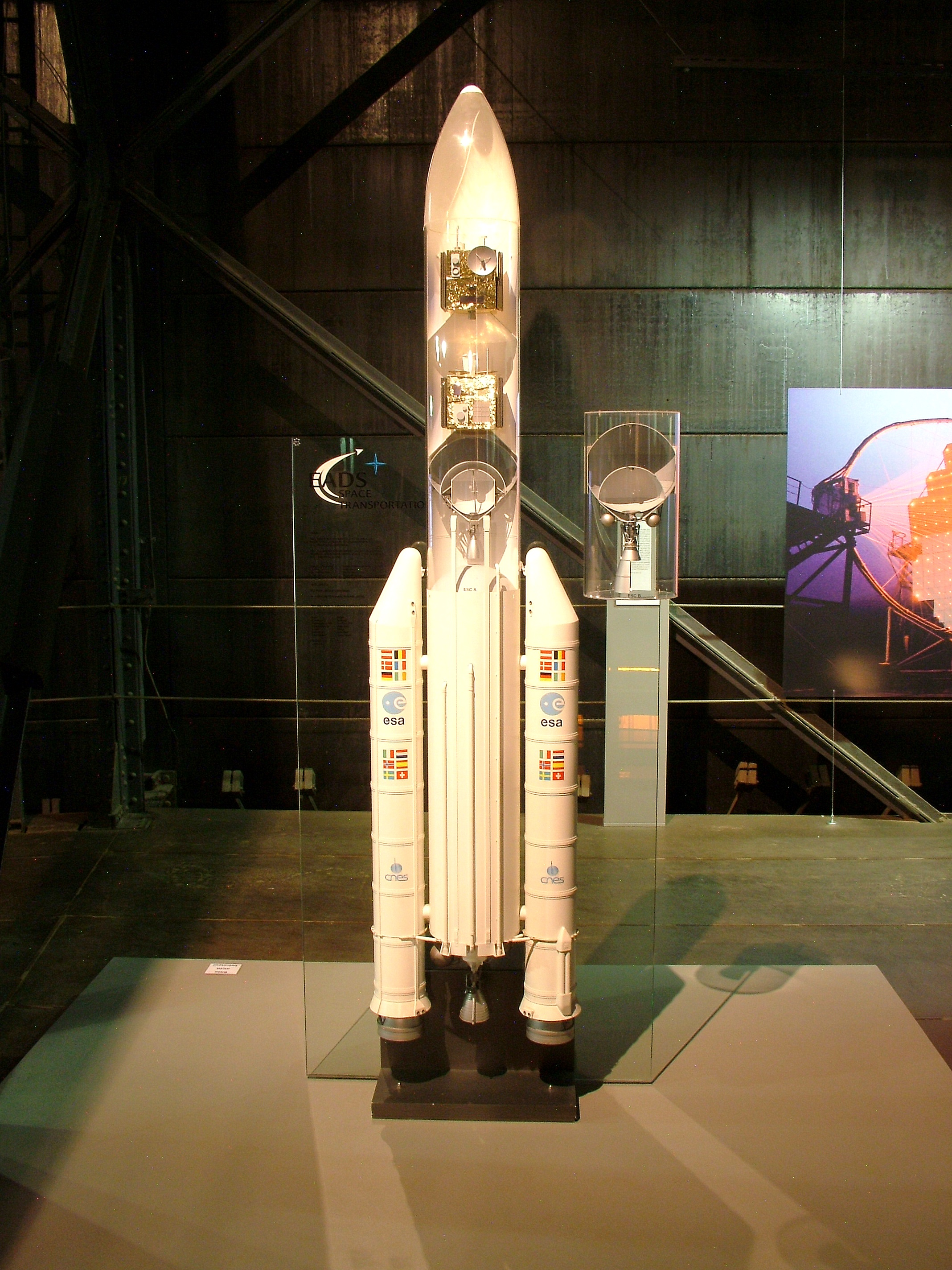
Modell der Ariane 5

1987 baute Lambert Schelter ein 5,40 Meter langes flugfähiges Modell der Ariane, das heute im Hermann-Oberth-Raumfahrt-Museum in Feucht steht. Ein 4,5 Meter langes und 85 Kilogramm schweres flugfähiges Modell der Ariane 4, welches von einer Arbeitsgruppe der Advanced Rocketry Group of Switzerland (ARGOS) gebaut wurde, wurde 2002 in Amarillo, Texas sowie zweimal im Val de Ruz bei Neuchâtel erfolgreich gestartet.

## Trivia
In der 1989 erstmals ausgestrahlten Fernsehserie Mission Eureka transportieren Ariane-Raketen die fiktiven europäischen Raumfähren „Magellan I“ und „Marco Polo“ ins All.

## Gemeinschaft der Ariane-Städte
Die Communauté des Villes Ariane (CVA, „Gemeinschaft der Ariane-Städte“) verbindet die EU-Standorte, die an der Ariane-Produktion beteiligt sind.